# La Salle (Saône-et-Loire)
Pour les articles homonymes, voir La Salle.
La Salle est une commune française située dans le département de Saône-et-Loire, en région Bourgogne-Franche-Comté.

## Géographie
La Salle est une commune du Haut-Mâconnais, située en bords de Saône.

### Climat
Pour des articles plus généraux, voir Climat de la Bourgogne-Franche-Comté et Climat de Saône-et-Loire.
En 2010, le climat de la commune est de type climat océanique altéré, selon une étude du Centre national de la recherche scientifique s'appuyant sur une série de données couvrant la période 1971-2000. En 2020, Météo-France publie une typologie des climats de la France métropolitaine dans laquelle la commune est exposée à un climat semi-continental et est dans la région climatique Bourgogne, vallée de la Saône, caractérisée par un bon ensoleillement (1 900 h/an), un été chaud (18,5 °C), un air sec au printemps et en été et des vents faibles.
Pour la période 1971-2000, la température annuelle moyenne est de 11,5 °C, avec une amplitude thermique annuelle de 18,1 °C. Le cumul annuel moyen de précipitations est de 856 mm, avec 10,9 jours de précipitations en janvier et 7,4 jours en juillet. Pour la période 1991-2020, la température moyenne annuelle observée sur la station météorologique de Météo-France la plus proche, « Mâcon », sur la commune de Charnay-lès-Mâcon à 13 km à vol d'oiseau, est de 12,3 °C et le cumul annuel moyen de précipitations est de 833,7 mm. 
La température maximale relevée sur cette station est de 39,8 °C, atteinte le 13 août 2003 ; la température minimale est de −21,4 °C, atteinte le 15 février 1956,,.
Les paramètres climatiques de la commune ont été estimés pour le milieu du siècle (2041-2070) selon différents scénarios d'émission de gaz à effet de serre à partir des nouvelles projections climatiques de référence DRIAS-2020. Ils sont consultables sur un site dédié publié par Météo-France en novembre 2022.

## Urbanisme

### Typologie
Au 1er janvier 2024, La Salle est catégorisée ceinture urbaine, selon la nouvelle grille communale de densité à sept niveaux définie par l'Insee en 2022.
Elle est située hors unité urbaine. Par ailleurs la commune fait partie de l'aire d'attraction de Mâcon, dont elle est une commune de la couronne,. Cette aire, qui regroupe 105 communes, est catégorisée dans les aires de 50 000 à moins de 200 000 habitants,.

### Occupation des sols
L'occupation des sols de la commune, telle qu'elle ressort de la base de données européenne d’occupation biophysique des sols Corine Land Cover (CLC), est marquée par l'importance des territoires agricoles (54,7 % en 2018), en diminution par rapport à 1990 (55,6 %). La répartition détaillée en 2018 est la suivante : terres arables (27,6 %), prairies (21 %), forêts (19 %), zones urbanisées (11,1 %), espaces verts artificialisés, non agricoles (10,4 %), zones agricoles hétérogènes (6 %), eaux continentales (4,4 %), zones industrielles ou commerciales et réseaux de communication (0,4 %). L'évolution de l’occupation des sols de la commune et de ses infrastructures peut être observée sur les différentes représentations cartographiques du territoire : la carte de Cassini (XVIIIe siècle), la carte d'état-major (1820-1866) et les cartes ou photos aériennes de l'IGN pour la période actuelle (1950 à aujourd'hui).

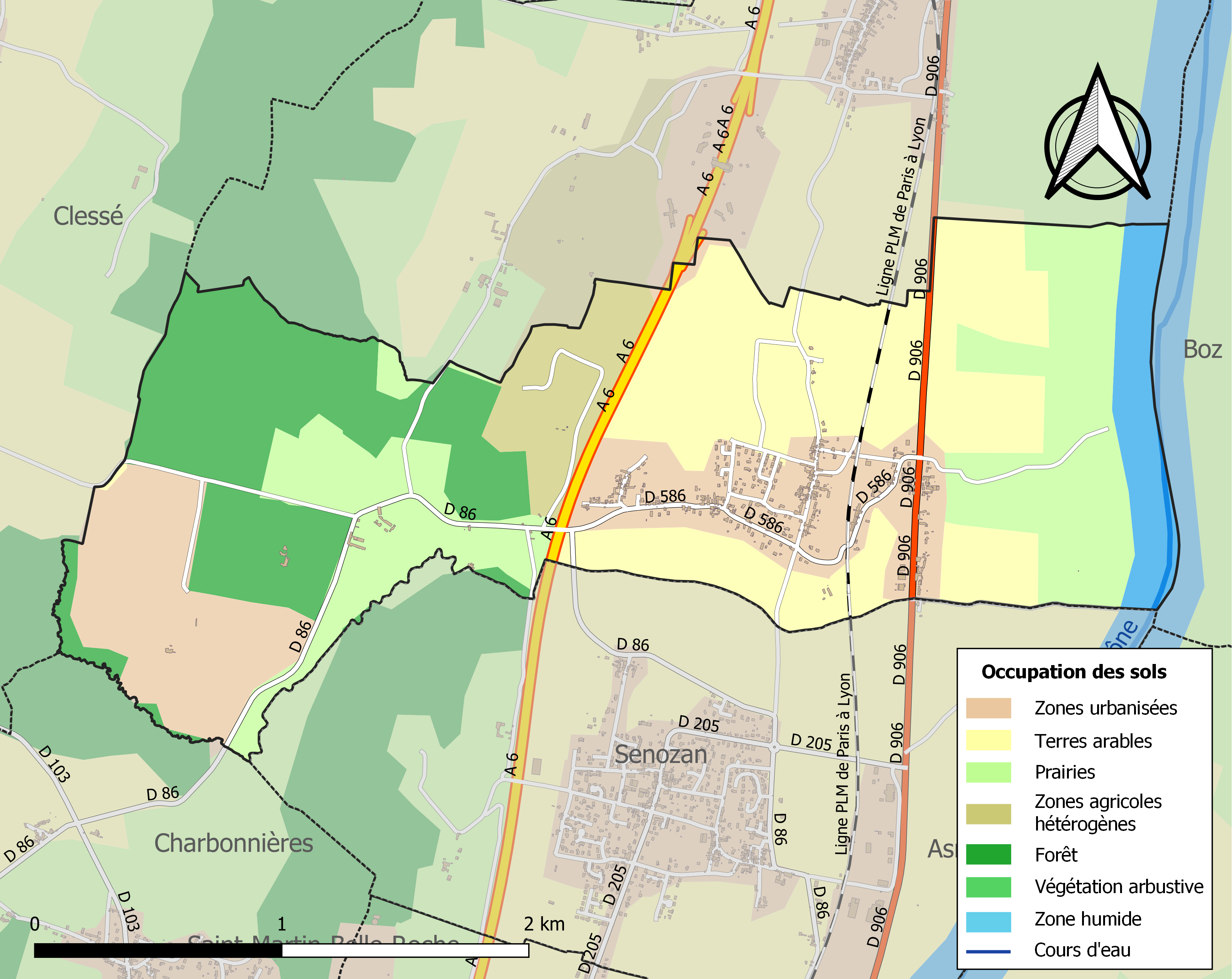
Carte des infrastructures et de l'occupation des sols de la commune en 2018 (CLC).

## Histoire
1790 : à la création des cantons, la commune de La Salle est rattachée à l'éphémère canton de Charnay-lès-Mâcon (La Salle rejoindra ultérieurement le canton de Lugny).
1993 : fondation de la communauté de communes du Val de Saône-Mouge (avec Charbonnières, Laizé, Senozan et Saint-Albain). À cette première communauté de communes a succédé, le 1er janvier 2003, la communauté de communes du Mâconnais - Val de Saône, ayant son siège à Lugny et résultant de la fusion de trois intercommunalités (celles du Haut-Mâconnais, de la Haute-Mouge et du Mâconnais-Val de Saône).

## Politique et administration

### Liste des maires
| Période                                  | Période   | Identité               | Étiquette | Qualité |
| ---------------------------------------- | --------- | ---------------------- | --------- | ------- |
| mars 2001                                | mars 2008 | Claude-Joseph Houillon |           |         |
| mars 2008                                | en cours  | Yves Piponnier         |           |         |
| Les données manquantes sont à compléter. |           |                        |           |         |

### Intercommunalité et canton
La Salle avait adhéré à la communauté d’agglomération du Mâconnais-Val de Saône (CAMVAL), ancienne communauté d'agglomération regroupant 26 communes. Le 1er janvier 2017, la CAMVAL a fusionné avec la communauté de communes du Mâconnais Beaujolais pour former la communauté d'agglomération Mâconnais Beaujolais Agglomération, structure dont La Salle dépend désormais (avec 38 autres communes).
La Salle, commune qui relevait du canton de Lugny, appartient depuis 2015 au canton d'Hurigny, à la suite du nouveau découpage territorial de Saône-et-Loire entré en vigueur à l'occasion des élections départementales de 2015 (découpage défini par le décret du 18 février 2014, en application des lois du 17 mai 2013). Le canton d'Hurigny, tel qu'il se présente depuis cette réforme, est constitué de communes qui appartenaient auparavant à trois anciens cantons : le canton de Lugny (14 communes), le canton de Mâcon-Nord (12 communes) et le canton de Mâcon-Sud (2 communes).

### Sécurité

L'unité de gendarmerie à laquelle la commune de La Salle est rattachée est la brigade de Lugny.

## Population et société

### Démographie
L'évolution du nombre d'habitants est connue à travers les recensements de la population effectués dans la commune depuis 1793. Pour les communes de moins de 10 000 habitants, une enquête de recensement portant sur toute la population est réalisée tous les cinq ans, les populations de référence des années intermédiaires étant quant à elles estimées par interpolation ou extrapolation. Pour la commune, le premier recensement exhaustif entrant dans le cadre du nouveau dispositif a été réalisé en 2005.

En 2022, la commune comptait 508 habitants, en évolution de −7,3 % par rapport à 2016 (Saône-et-Loire : −1,06 %, France hors Mayotte : +2,11 %).
| 1793 | 1800 | 1806 | 1821 | 1831 | 1836 | 1841 | 1846 | 1851 |
| ---- | ---- | ---- | ---- | ---- | ---- | ---- | ---- | ---- |
| 368  | 261  | 327  | 568  | 584  | 585  | 560  | 562  | 534  |

| 1856 | 1861 | 1866 | 1872 | 1876 | 1881 | 1886 | 1891 | 1896 |
| ---- | ---- | ---- | ---- | ---- | ---- | ---- | ---- | ---- |
| 552  | 522  | 500  | 507  | 500  | 476  | 519  | 505  | 481  |

| 1901 | 1906 | 1911 | 1921 | 1926 | 1931 | 1936 | 1946 | 1954 |
| ---- | ---- | ---- | ---- | ---- | ---- | ---- | ---- | ---- |
| 474  | 450  | 431  | 426  | 392  | 388  | 365  | 377  | 417  |

| 1962 | 1968 | 1975 | 1982 | 1990 | 1999 | 2005 | 2006 | 2010 |
| ---- | ---- | ---- | ---- | ---- | ---- | ---- | ---- | ---- |
| 413  | 422  | 393  | 448  | 464  | 440  | 466  | 482  | 561  |

| 2015 | 2020 | 2022 | - | - | - | - | - | - |
| ---- | ---- | ---- | - | - | - | - | - | - |
| 552  | 516  | 508  | - | - | - | - | - | - |

### Enseignement

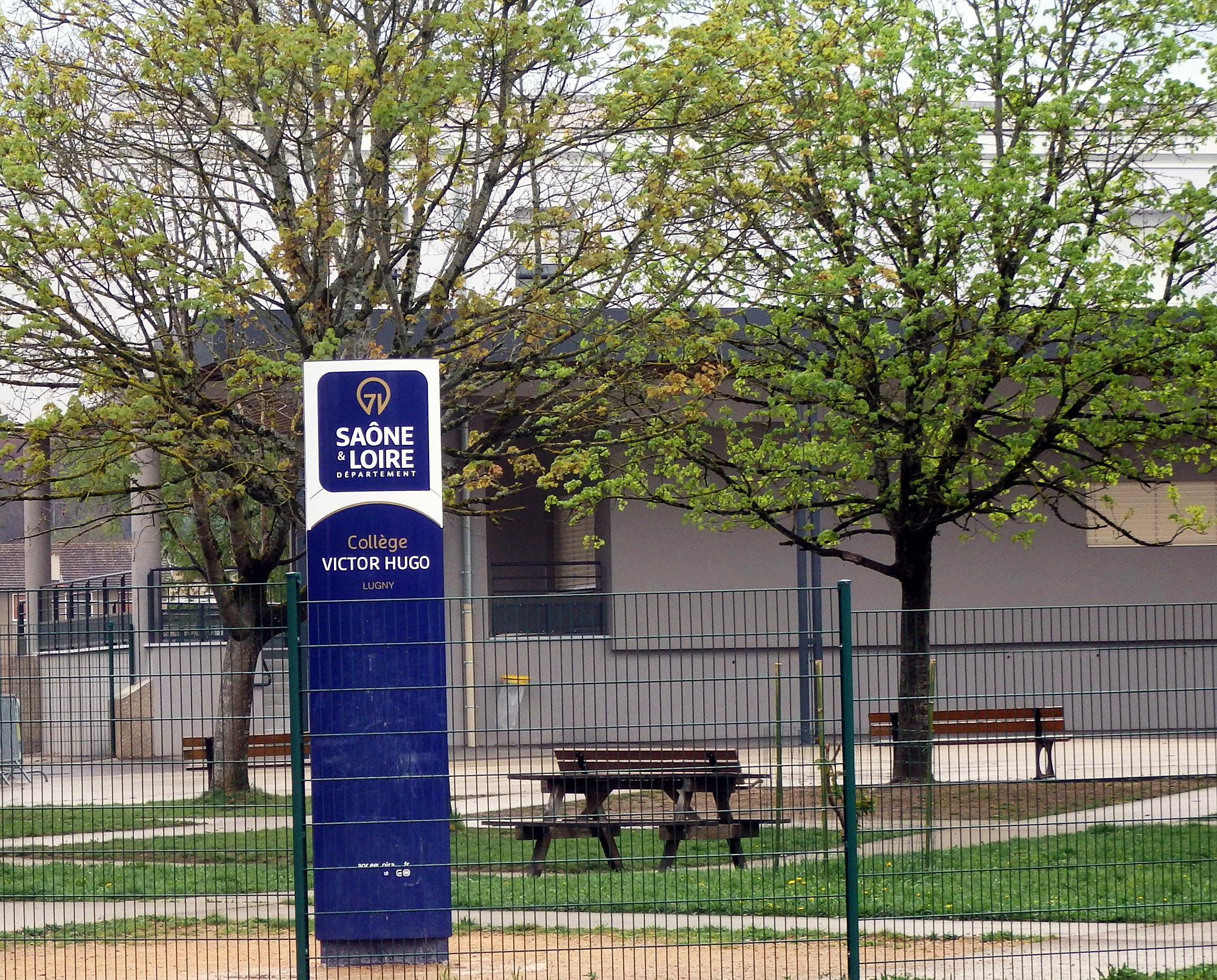
Le collège public Victor-Hugo de Lugny, entré en service en 1977 et dont la carte scolaire s'étend à 19 communes.

Pour l'enseignement secondaire, La Salle, avec dix-huit autres communes, relève de la carte scolaire du collège « Victor Hugo » de Lugny.

## Vignoble

Les vignobles du Mâconnais.

## Cultes
La Salle appartient à l'une des sept paroisses composant le doyenné de Mâcon (doyenné relevant du diocèse d'Autun) : la paroisse Notre-Dame-des-Coteaux en Mâconnais, paroisse qui a son siège à Lugny et qui regroupe la plupart des villages du Haut-Mâconnais.

## Culture locale et patrimoine

### Lieux et monuments

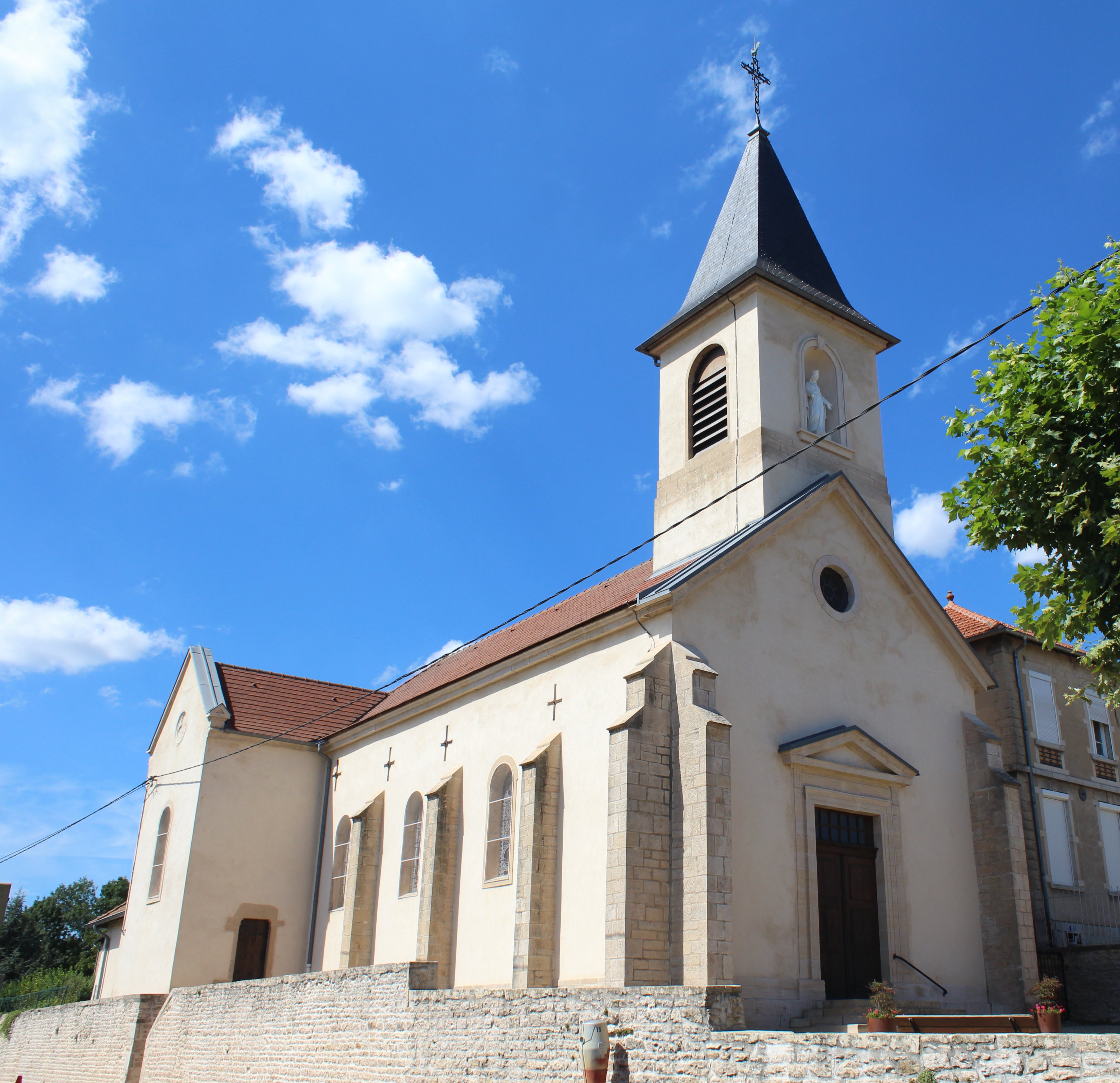
Église Notre-Dame-de-l'Assomption.

- Le château de la Salle, autrefois vaste château du XIIe siècle, situé au pied d'un coteau, entouré d'un jardin, transformé et agrandi au XVIIe siècle par Lenôtre. Ce domaine comprenait « le chastel et maison fort fermant à deux pondz levis, l'ung pour la basse court et l'autre pour le donjion et grosses tours de la dicte saule »[18].
- Le donjon de La Salle, classé au titre des monuments historiques depuis le 20 décembre 1991[19].
- L'église Notre-Dame-de-l'Assomption, édifice consacré du diocèse d'Autun, relève de la paroisse Notre-Dame-des-Coteaux-en-Mâconnais (Lugny). Elle a été construite en 1820 sur les plans de l'architecte départemental Vaillant, en pierres roses de La Salle. Dès 1861, il fut envisagé de remplacer la massive charpente qui écrasait la nef. En 1900, des contreforts furent construits (sur les plans de l'architecte A. Pinchard de 1896) pour consolider le clocher. L'église présente une nef unique, un chœur à travée droite et abside semi-circulaire inscrits dans un carré. Le clocher, qui se dresse au-dessus de la travée droite, est accosté de deux chapelles. La façade est simple, avec une porte surmontée d’un fronton triangulaire, et oculus surmontant une corniche horizontale. L’église abrite une Pièta (don de la famille Cropet) datant du XVe siècle, en bois polychrome[20].

## Héraldique
| Blason de Salle (La) | Blason  | Écartelé : aux 1er et 4e de gueules à trois fasces ondées d'argent, aux 2e et 3e d'or à trois barres d'azur, celle du milieu chargée de six jumelles en filet d'or, posées en bande ; sur le tout, de sable à la tour carrée du lieu [tour de La Salle] d'or. |
| Blason de Salle (La) | Détails | Le statut officiel du blason reste à déterminer. |

Les quartiers 1 et 4 représentent les armoiries qui furent celles des seigneurs de La Salle, vassaux des comtes de Mâcon. Quant aux quartiers 2 et 3, ils symbolisent la période contemporaine, avec les trois voies de communication d'intérêt national qui traversent la commune : le fleuve (Saône), la voie ferrée (ligne de chemin de fer Paris-Lyon Marseille) et la route (route nationale 6 et autoroute A6). L'écusson central montre le vieux donjon de La Salle, vestige de l'ancien château (XIe et XIIe siècles).

## Pour approfondir